# ميرتل كوك

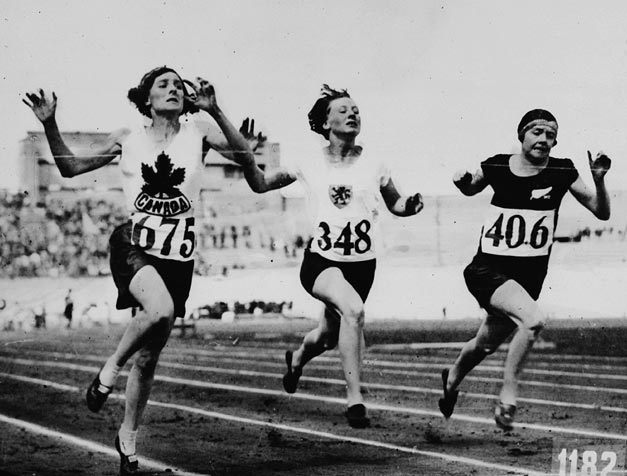
كوك (يسار ، رقم 675) ،في سباق 100 متر للسيدات ضد نورما ويلسون من نيوزيلندا وبيتس هورست من هولندا في 30 يوليو 1928 في الألعاب الأولمبية الصيفية لعام 1928.

ميرتل أليس كوك (تتنافس أيضًا تحت اسم ميرتل ماكجوان ) (5 يناير 1902 – 18 مارس 1985) هي رياضية كندية تنافست بشكل أساسي في سباق 100 متر.

## مهنة
وُلدت في تورنتو ، أونتاريو ، وتنافست في كندا في دورة الألعاب الأولمبية الصيفية لعام 1928 التي أقيمت في أمستردام بهولندا حيث فازت بالميدالية الذهبية في منافسات السيدات لمسافة 4 × 100 متر مع زميلاتها فاني روزنفيلد و إثيل سميث وجين بيل .
كوك نساوت مع بيتي روبنسون في سجل السيدات 100 متر سجل عالمي في 1 أغسطس، 1931.
توفيت في إلورا ، أونتاريو في عام 1985.

## روابط خارجية
- ميرتل كوك على موقع الاتحاد الدولي لألعاب القوى (الإنجليزية)
- ميرتل كوك على موقع اللجنة الأولمبية الدولية (الإنجليزية)
- ميرتل كوك على موقع أوليمبيديا (الإنجليزية)
- ميرتل كوك على موقع قاعة كندا للمشاهير الرياضية (الإنجليزية)
- ميرتل كوك على موقع قاعة كيبيك للمشاهير الرياضية (الفرنسية)
- Library and Archives Canada: Myrtle Cook